# 영천 거동사 대웅전
영천 거동사 대웅전(永川 巨洞寺 大雄殿)은 대한민국 경상북도 영천시 자양면, 거동사에 있는 대웅전이다. 1979년 12월 18일 경상북도의 유형문화재 제137호로 지정되었다.

## 개요
거동사는 신라시대에 의상대사(625∼702)가 처음 세웠다고 전하며 조선시대까지도 큰 사찰이었다고 한다. 조선 후기까지 여러 차례 수리가 있었던 것으로 보인다.
거동사 대웅전은 석가모니를 모시는 건물로 옛 건축양식을 지니고 있다. 그러나 기단부의 뚜껑돌이 모두 없어졌고, 다만 소맷돌이 있는 돌층계가 남아 있다. 지붕 옆모습이 사람 인(人)자 모양인 맞배지붕으로 되어있고 지붕의 무게를 받치기 위해 장식하여 만든 공포는 기둥 위와 기둥 사이에도 있는 다포계 양식이다. 앞면 공포에 전체적으로 꽃 무늬를 새겨 매우 화려하게 장식하였으나 뒷면 공포는 장식적인 요소가 없이 간결하게 되어 있다. 앞면의 문도 문살을 꽃무늬로 장식했으며, 전체의 색조는 기품이 있다.

## 참고 자료
- 거동사대웅전 - 국가유산청 국가유산포털